# Alex Král
Alex Král (* 19. Mai 1998 in Košice, Slowakei) ist ein tschechischer Fußballspieler. Der Defensivakteur spielt für den 1. FC Union Berlin und die A-Nationalmannschaft.

## Karriere

### Verein
Geboren in der Slowakei und aufgewachsen in Tschechien, begann Alex Král seine Fußballkarriere beim SK Moravská Slavia Brno. Er wechselte dann über den FC Zbrojovka Brno zur Jugendabteilung des SK Slavia Prag, wo er zwischen 2012 und 2017 spielte. In der Saison 2016/17 seine Profikarriere bei dem tschechischen Zweitligisten FK Teplice. Nachdem er sich dort als Stammspieler hatte etablieren können, unterschrieb er im Februar 2019 einen Vierjahresvertrag bei Slavia Prag. Die Ablösesumme betrug 900.000 Euro.
Im Achtelfinale der UEFA Europa League 2018/19 erzielte er gegen den FC Sevilla ein aufsehenerregendes Tor mit seiner Schulter, während er mit dem Rücken zum Tor stand. Am Ende der Saison wurde er mit Slavia tschechischer Meister.
Am 1. September 2019 unterzeichnete er einen Fünfjahresvertrag bei dem russischen Premjer-Liga-Verein Spartak Moskau. Für die Saison 2021/22 wurde an West Ham United verliehen. Dort kam er unter David Moyes jedoch nur jeweils ein Mal in der Premier League, im FA Cup und EFL Cup zum Einsatz.
Nach dem Ende der Leihe kehrte Král nicht mehr nach Moskau zurück. Die FIFA erlaubte ausländischen Spielern der russischen Liga, aufgrund des russischen Überfalls auf die Ukraine im Februar 2022 ihre Verträge auszusetzen. Er machte von dieser Möglichkeit Gebrauch und unterschrieb für die Saison 2022/23 in der Bundesliga beim Aufsteiger FC Schalke 04. Nach dem Wiederabstieg der Schalker wechselte Král im Sommer 2023 zum 1. FC Union Berlin.
Zur Saison 2024/25 wurde er an Espanyol Barcelona verliehen.

### Nationalmannschaft
Král spielte für das tschechische U21-Team. Er hatte davor bereits verschiedene Jugendauswahlen des Landes durchlaufen. 2017 wurde er ins beste Team der U19-Europameisterschaft gewählt.
Král debütierte am 26. März 2019 in einem Freundschaftsspiel gegen Brasilien für die tschechische Nationalmannschaft. Bei der Europameisterschaft 2021 stand er im tschechischen Aufgebot, das im Viertelfinale gegen Dänemark ausschied.